# タイ国鉄GE型ディーゼル機関車

タイ国鉄GE型ディーゼル機関車（タイこくてつGEがたディーゼルきかんしゃ）は、1963年から1965年にかけて製造されたタイ国有鉄道の電気式ディーゼル機関車である。その車番から4000形と呼ばれる場合もある。

## 導入の経緯
1960年初頭のタイ国鉄では、アメリカ・ダベンポート製DA型、日本・日立製作所製HI型などのディーゼル機関車が活躍していた。これらの車両は蒸気機関車の一部を置き換えていったが、当時のタイ国鉄では輸送需要は年々高まる一方で、列車数を増やすために必要な設備の改良は遅れており、1列車当たりのさらなる輸送力増強が求められていた。これに応えて次世代の大型機として製造された電気式ディーゼル機関車が本形式である。
なお同年には液体式の大型ディーゼル機関車であるHE型及び2000形も製造された。しかし、本形式で採用された電気式の方が、構造が単純であり取扱いや保守が容易という理由により有利と判断され、また路盤強化により重量級の機関車が入線できる線区が増加していったことから、その後は1969年に製造されたKP型を除き電気式のディーゼル機関車のみが導入されるようになる。

## 車両

### 構造
それまでの多くの機関車で採用されていたBo-Bo軸配置ではなく、大型機としてCo-Co配置を採用した。660 HPのディーゼルエンジンを2基搭載して電気式を採用、また自重も大幅に増加しており、高出力、高い牽引力を実現している。

### 車体
一般的な箱型の車体をしているが、傾斜のついた前面は3枚に分かれた窓やシールドビーム2灯の前照灯、尾灯などがすべて上半分に集められ、下半分はほとんど何もないのっぺりとした独特のスタイルをしている。側面は換気・整備用と思われる大きな穴がいくつもあけられている他、下半分はリブが設けられている。

### 塗装

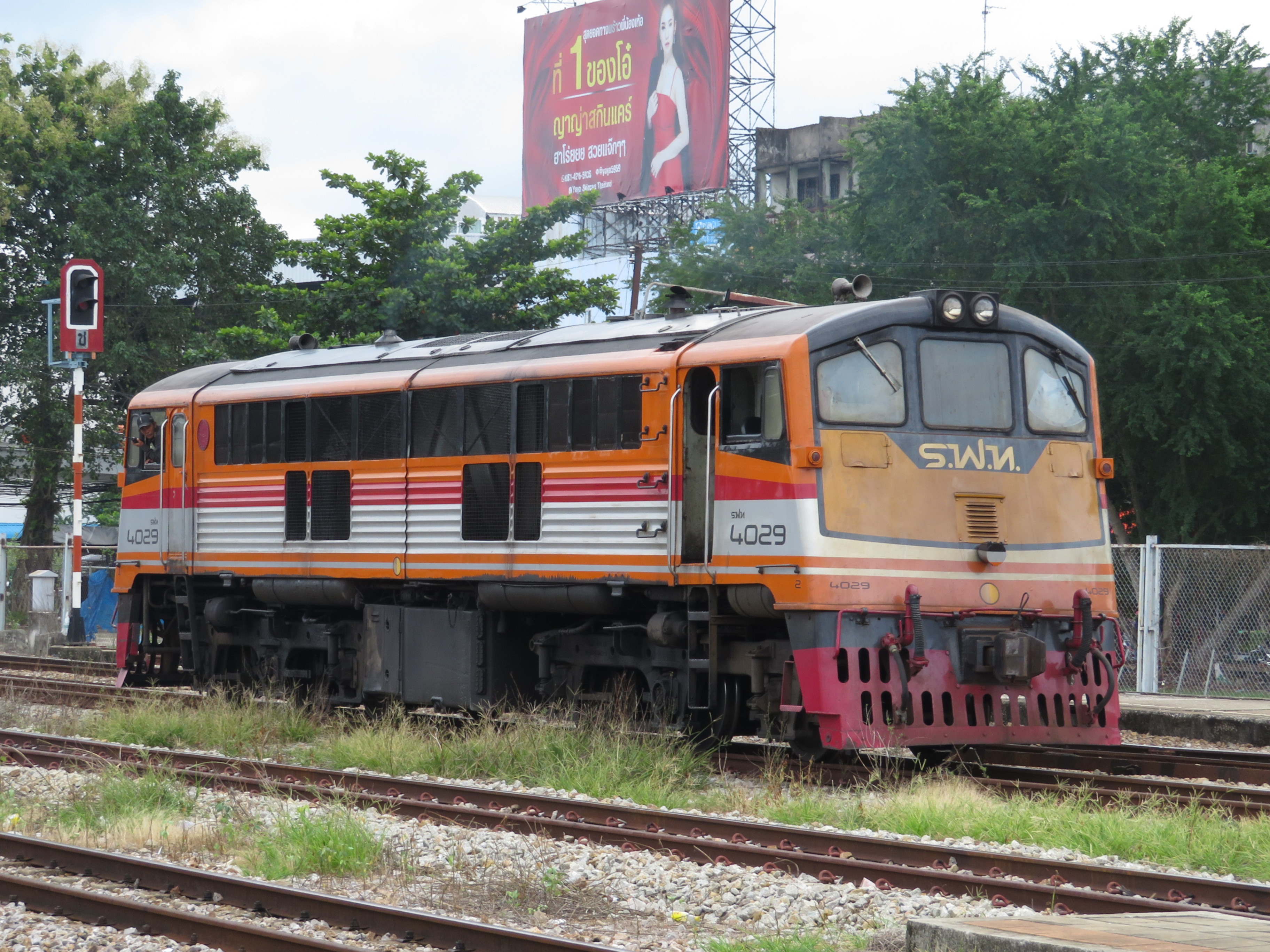
新塗装の4029号機

登場時は、車体全体の上半分が銀色、下半分が橙色で、銀色部の窓下に橙色の細帯が入っているという塗装であった。この塗装は、少なくとも1974年頃までは維持されている。
2022年現在では、前面は黄色で、側面は登場時の塗装に近い上半分が水色、下半分がオレンジ色である「旧塗装」と、オレンジ色を基調として、黒色、銀色、赤色などがアクセントとして入る複雑な塗装の「新塗装」が存在する。しかし、近年旧塗装に塗りなおされた車両が出現しており、今後は旧塗装と新塗装の両方が維持されるか、あるいは旧塗装に再統一されるものと思われる。

## 運用

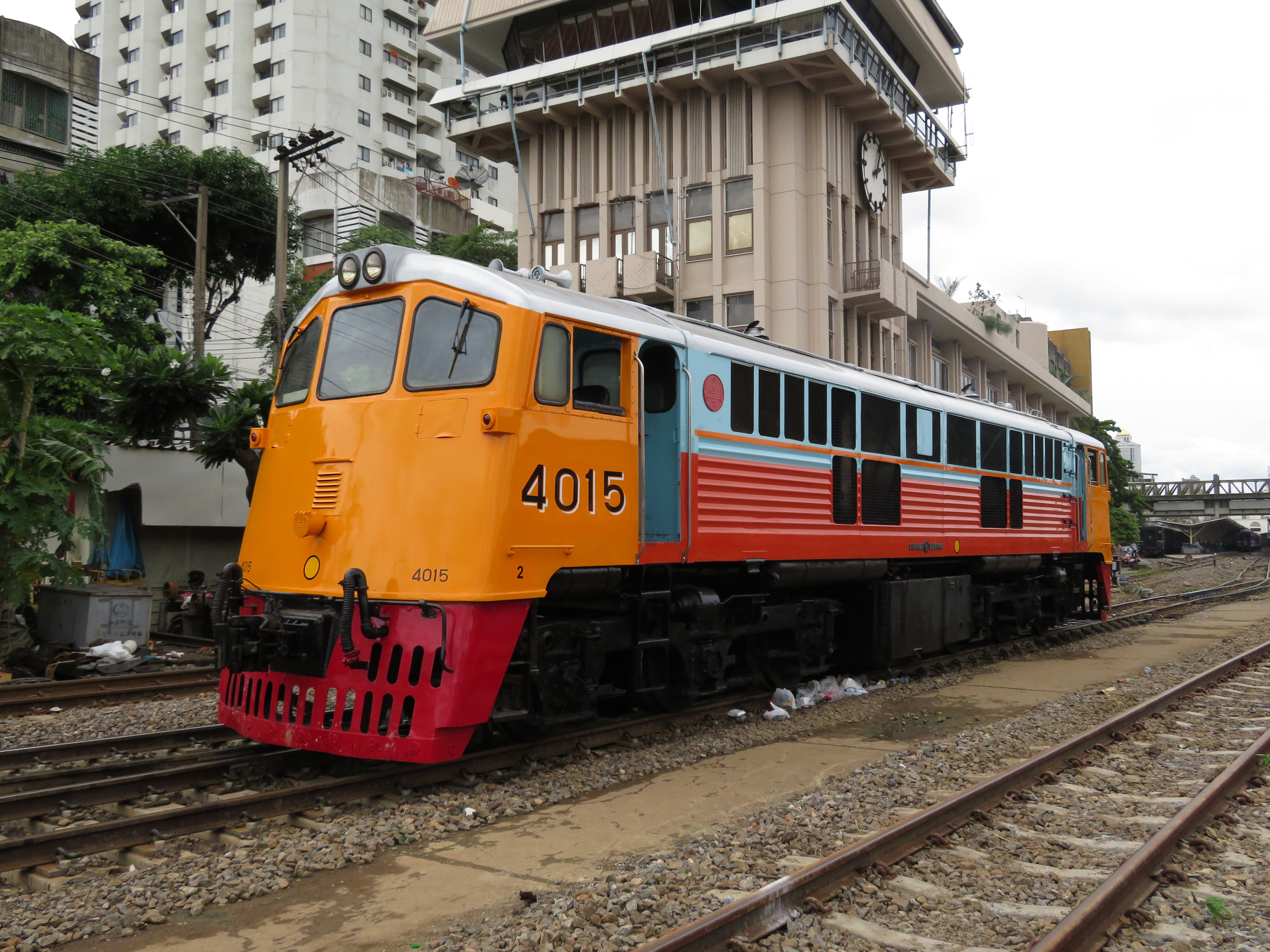
クルンテープ駅にて入換に従事する4015号機
旧塗装の側面水色部にさらにオレンジ色の細い帯を足したオリジナル塗装となっている

導入当初はその高出力を活かして特急・急行列車をけん引するなど花形機として活躍していた。なお同年に製造されたHE型は、自重が大きいGE型が入線できない線区の急行列車のけん引を担当するなどにより、GE型とは用途の住み分けがなされていた。
また、バンコク - シンガポール間（当時）を走行する豪華客車列車、イースタン＆オリエンタル・エクスプレスの運転が1993年に開始された当初には、タイ国鉄区間において本形式の重連が牽引を担当していた。
2022年現在では老朽化や後継機に対する性能の低さにより優等列車けん引からは退いているが、南本線の南部などで普通列車をけん引しているほか、各駅において入換機としても残存している。